# Cerekvička-Rosice
Obec Cerekvička-Rosice se nachází v okrese Jihlava v Kraji Vysočina. Leží 7 km jižně od Jihlavy. Dne 25. dubna 2018 bylo schváleno usnesením výboru pro vědu, vzdělání, kulturu, mládež a tělovýchovu udělení znaku a vlajky obce. Žije zde 231 obyvatel.

## Historie
První písemná zmínka o obci pochází z roku 1358.
Sbor dobrovolných hasičů vznikl v roce 1947. V roce 1953 obec pořídila hasičskou stříkačku za 27 tisíc Kčs, o rok později byla postavena hasičská zbrojnice. K roku 2013 má sbor 37 členů.
Od 1. ledna 1989 do 31. prosince 1991 byla jak Cerekvička, tak Rosice (od roku 1961 osada obce Cerekvička) součástí města Jihlava.

## Přírodní poměry
Cerekvička-Rosice leží v okrese Jihlava v Kraji Vysočina. Nachází se 8 km jižně od Jihlavy, 11 km severně od Stonařova a 2 km východně od Cerekvičky. Geomorfologicky je oblast součástí Křižanovské vrchoviny a jejího podcelku Brtnická vrchovina, v jehož rámci spadá pod geomorfologický okrsek Puklická pahorkatina. Průměrná nadmořská výška činí 550 metrů. V Rosicích pramení Rosický potok, který poté protéká Cerekvičkou a následně se zprava vlévá do řeky Jihlávky. Východní hranici území obce tvoří Přísecký potok, na němž leží Hraniční rybník.

## Obyvatelstvo

### Struktura
| Rok            | 1869 | 1880 | 1890 | 1900 | 1910 | 1921 | 1930 | 1950 | 1961 | 1970 | 1980 | 1991 | 2001 | 2014 |
| Počet obyvatel | 340  | 326  | 346  | 331  | 324  | 298  | 305  | 222  | 207  | 153  | 123  | 120  | 131  | 148  |

## Obecní správa a politika

### Místní části
Obec je rozdělena na dvě místní části (Cerekvička a Rosice). Každá z částí má své samostatné katastrální území (pojmenované „Cerekvička“ a „Rosice u Cerekvičky“) a dvě základní sídelní jednotky, které jsou pojmenované „Cerekvička“ a „Rosice“.

### Zastupitelstvo a starosta
Obec má sedmičlenné zastupitelstvo, v jehož čele stojí starosta Josef Rouča.
| Období    | Voliči | Účast v % | Mandáty | Výsledky                                                         | Starosta       |
| --------- | ------ | --------- | ------- | ---------------------------------------------------------------- | -------------- |
| 2002–2006 | 111    | 55,86     | 5       | 5 SNK obce Cerekvička-Rosice                                     | Jan Zelený     |
| 2006–2010 | 105    | 80,00     | 6       | 3 SDR. NEZ. KAND. ZA OBCE C.-R. 3 SDR. ZA OB. KRÁSNĚJŠÍ OB. C.-R | Jaroslav Pojer |
| 2010–2014 | 112    | 63,39     | 7       | 7 SNK za bud.obce Cerekv.-Ros.                                   | Jaroslav Pojer |
| 2014–2018 | 126    | 75,40     | 7       | 6 SNK ZA BUD. OBCE CEREK.-ROSICE 1 LUMA 2014                     | Josef Rouča    |

## Hospodářství a doprava
V obci sídlí firmy Mlýn OIL, s.r.o., Biofeedback Institut, s.r.o., RWetc. s.r.o. a AMIDO, s.r.o.
Obcí prochází silnice III. třídy č. 03828 z Rosic do Čížova a místní komunikace č. 03829. Dopravní obslužnost zajišťuje dopravce ICOM transport. Autobusy jezdí ve směrech Jihlava, Vílanec, Loučky, Stonařov. Obcí vede také cyklistická trasa č. 5215.

## Hasiči
V obci Cerekvička-Rosice působí dobrovolní hasiči. Mají 37 členů.

## Galerie

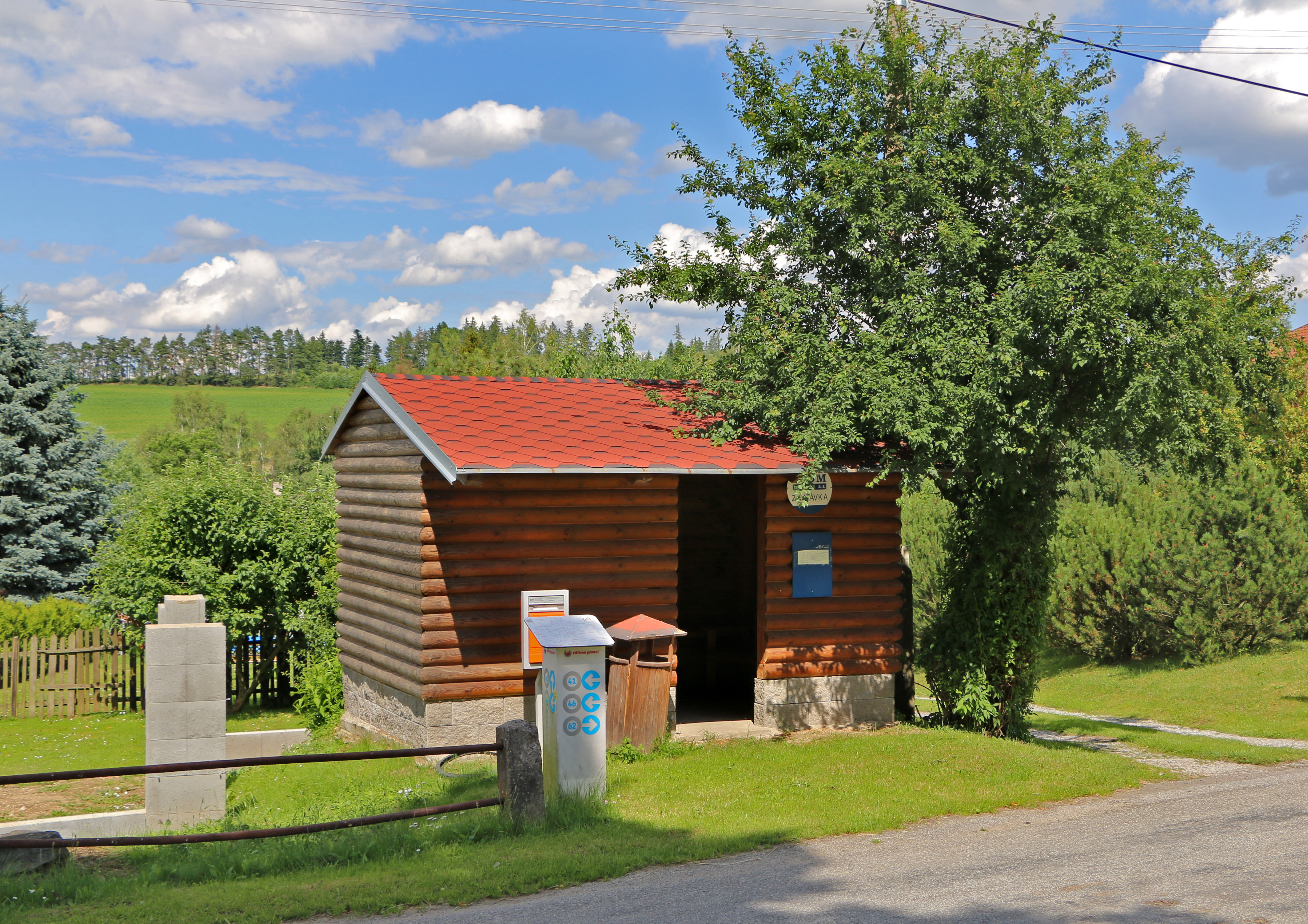
Zastávka v Cerekvičce
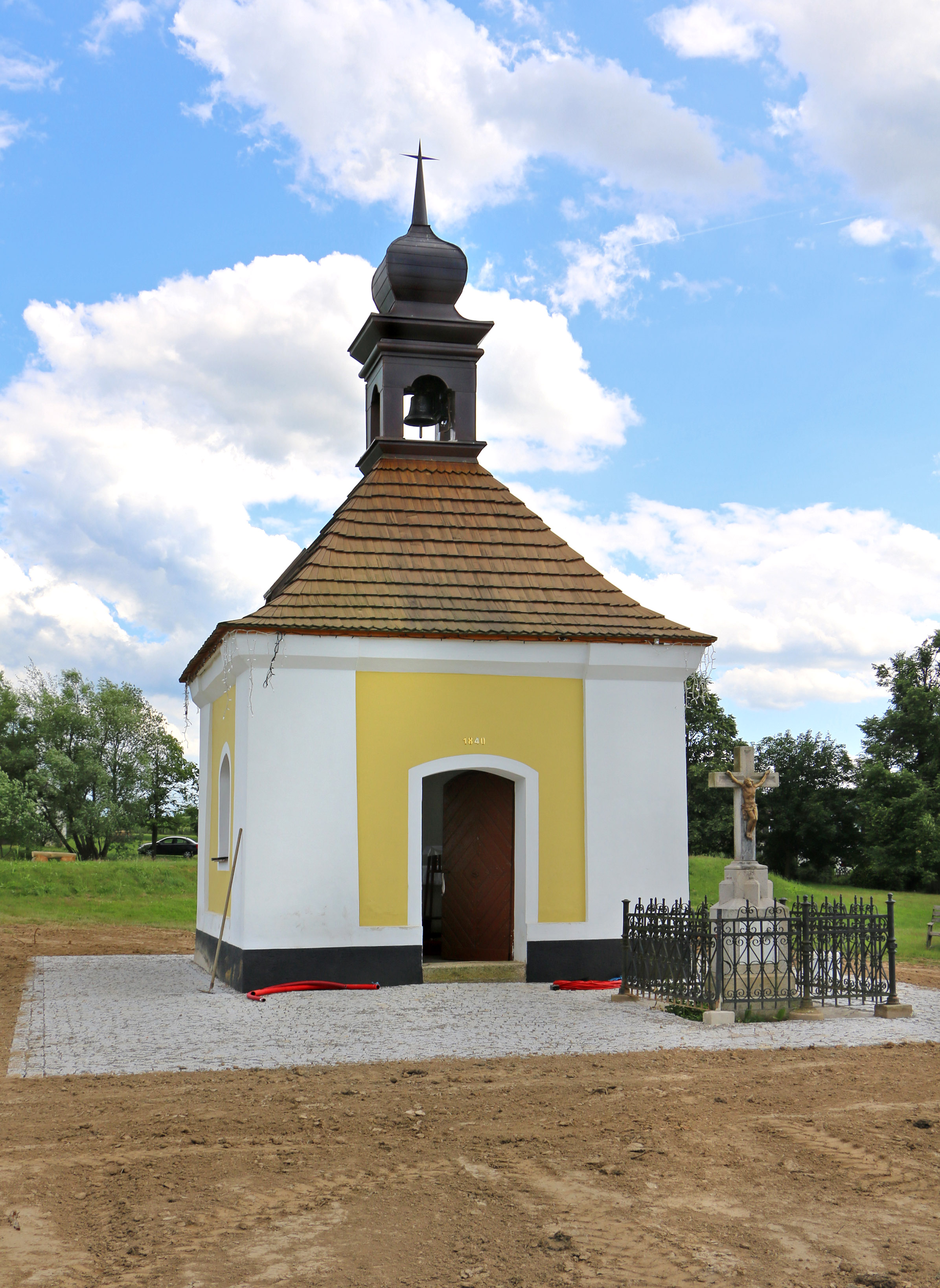
Kaple v Rosicích
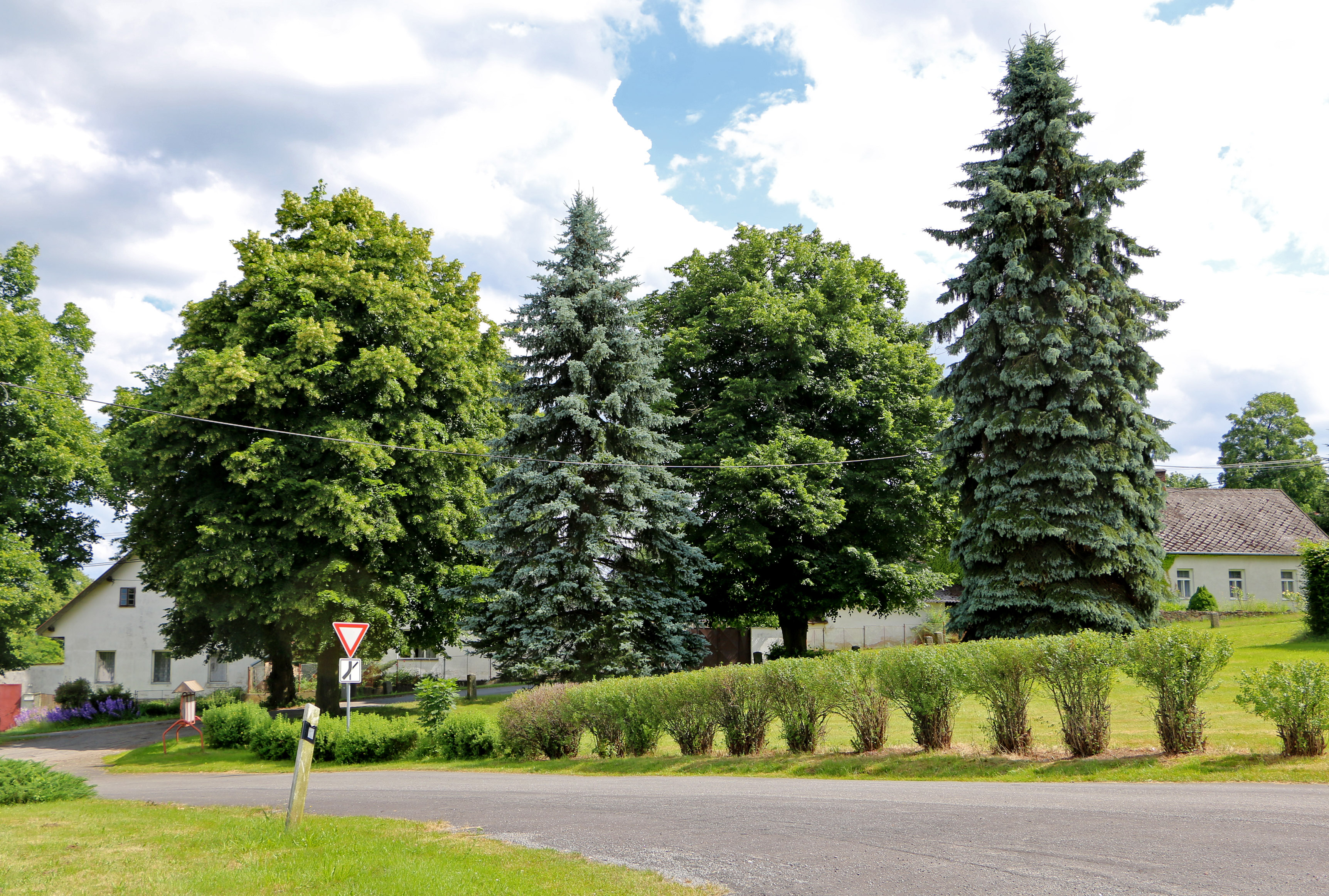
Náves v Cerekvičce
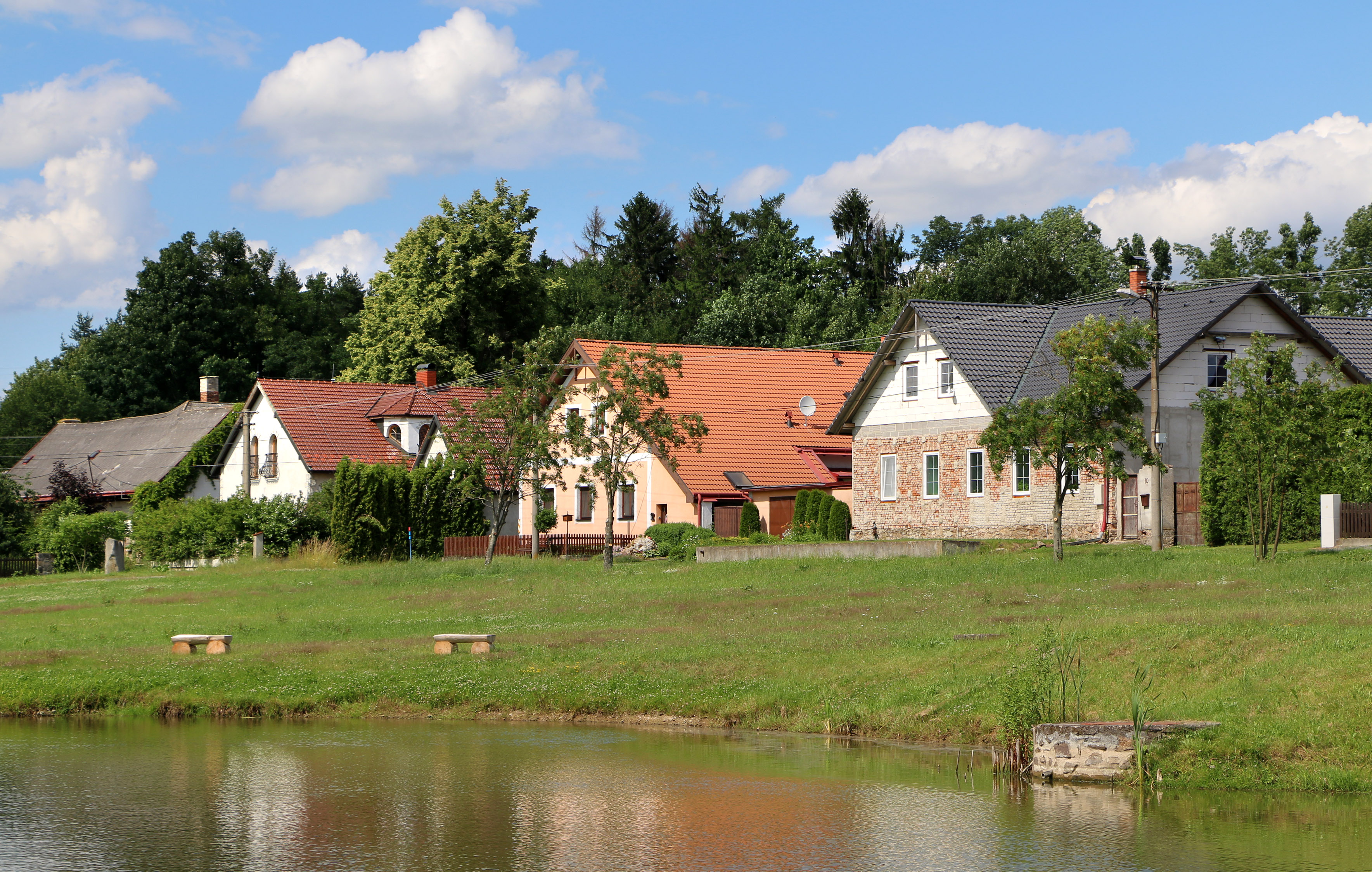
Náves v Rosicích